# Duggendorf
Duggendorf é um município da Alemanha, situado no distrito de Ratisbona, no estado da Baviera. Tem 22,03 km² de área, e sua população em 2019 foi estimada em 1.577 habitantes.